# Abderrahmane Morceli
Abderrahmane Morceli (arabe : عبد الرحمن مرسلي), né le 1er janvier 1957, est un athlète algérien, spécialiste des courses de demi-fond. Il est le frère ainé de Noureddine Morceli.

## Biographie
Médaillé de bronze aux Universiades d'été de 1977, il remporte deux médailles lors des Jeux méditerranéens de 1979, l'argent sur 800 mètres et le bronze sur 1 500 mètres. Il remporte la médaille d'argent du 1 500 m à l'occasion des premiers championnats d'Afrique, en 1979 à Dakar, en s'inclinant devant le Kényan Mike Boit.
Abderrahmane Morceli s'adjuge trois titres de champion d'Algérie du 1 500 m en 1978, 1983 et 1985.

### Palmarès
| Date | Compétition                | Lieu       | Résultat | Épreuve |
| ---- | -------------------------- | ---------- | -------- | ------- |
| 1977 | Universiade                | Sofia      | 3e       | 1 500 m |
| 1977 | Coupe du monde des nations | Düsseldorf | 4e       | 1 500 m |
| 1979 | Jeux méditerranéens        | Split      | 2e       | 800 m   |
| 1979 | Jeux méditerranéens        | Split      | 3e       | 1 500 m |
| 1979 | Championnats d'Afrique     | Dakar      | 2e       | 1 500 m |

### Records
| Épreuve | Performance   | Lieu    | Date         |
| ------- | ------------- | ------- | ------------ |
| 800 m   | 1 min 45 s 7  | Ostrava | 7 juin 1978  |
| 1 500 m | 3 min 36 s 26 | Tunis   | 12 août 1977 |